# Phil X
Phil Theofilos Xenidis, né le 10 mars 1966 à Toronto, mieux connu sous le nom de Phil X, est un musicien et compositeur greco-canadien. 
Depuis 2013, il est le guitariste du groupe Bon Jovi et a officiellement remplacé l'ancien guitariste Richie Sambora en 2016.

## Biographie

### Vie privée
Xenidis a été marié à sa première épouse Ninette Xenidis de 1994 jusqu'à leur divorce en 2010, et est actuellement marié à sa deuxième épouse, Lindy Green, depuis 2013. Il a grandi à Mississauga au Canada.

### Carrière
En 1982, il monte le groupe de hard rock / heavy metal Sidinex (le surnom étant son nom épelé à l'envers) avec le chanteur Todd Farhood, le bassiste Kevin Gingrinch et le batteur Scott Masterson. Le groupe a sorti un seul EP en 1985, Forever Young, avant de changer de nom pour Flip City en 1987 et finir par se dissoudre peu après.
Une opportunité dans la carrière de Xenidis est venue quand il est invité en 1990 à tourner avec Randy Coven, qu'il a rencontré par l'intermédiaire d'Aldo Nova. En 1991, il fait une tournée aux États-Unis avec Aldo Nova. De 1992 à 1993, il joue avec Triumph, enregistrant l'album Edge of Excess et faisant des tournées avec eux.
En 1994, il a collaboré avec Terry Brown, Doug Varty, Rob Kennedy et d'autres pour former un groupe de courte durée, The Bushdoctors, à Mississauga, en Ontario. Ils ont enregistré un album, un premier album éponyme, désormais rare.
Phil X est un guitariste de session prolifique, ayant joué sur des albums de Tommy Lee, de Methods of Mayhem, d'Avril Lavigne, de Kelly Clarkson, d'Orianthi, de Rob Zombie, de Chris Daughtry, d'Alice Cooper, de Thousand Foot Krutch et bien d'autres. Il a notamment écrit la chanson Tired et a joué de la guitare sur l'album Tommyland: The Ride de Tommy Lee. Il est apparu avec Tommy Lee et Bon Jovi dans l'émission Ellen et dans The Tonight Show avec Jay Leno. Phil X est présent dans le "making of" bonus pour le film Josie et les Pussycats. Il est intervenu comme coach musical pour le film et a enseigné aux jeunes actrices à apparaître comme si elles jouaient réellement de leurs instruments

### Bon Jovi
En 2011, Phil X remplace Richie Sambora, le guitariste de Bon Jovi, qui manque 13 dates après le début de sa cure de désintoxication,et plus tard en 2013 pour la tournée américaine et européenne après le départ soudain de Sambora pour des raisons personnelles.
À la mi-2013, il participe à plusieurs dates de la tournée Because We Can Tour, y compris leur seule date italienne à Milan, l'intégralité de la tournée britannique incluant le Festival de l'île de Wight, les dates au Hyde Park, l'étape sud-africaine, l'étape sud-américaine, et la partie australienne de la tournée.
En 2016, il est devenu un membre officiel du groupe avec le bassiste Hugh McDonald et est aussi guitariste pour le groupe sur l'album This House Is Not For Sale.

## Équipement
Xenidis utilise une vaste gamme de guitares pendant ses session studios et lives. Sa guitare la plus remarquable est sa Viper ESP LTD, qu'il appelle la guitare autocollante.
En 2012, Xenidis a reçu une guitare de signature de Yamaha, ainsi qu'en 2015 à la suite de la sortie d'un modèle signature XG faite par Framus. Phil a inventé le "Flip Stick", un remplacement spécialement modifié pour la barre whammy habituelle sur les guitares équipées de Floyd-Rose. Ses démonstrations de guitares rares et vintage ont plus de 30 millions de vues sur la chaîne YouTube frettedamericana.

## Discographie
Ceci est une liste de la discographie de Phil X en tant que membre d'un groupe, en dehors de son travail de session.
avec Triumph
- Edge of Excess (1993)

avec Powder
- A Very Special Christmas 5 (2001) (sur Christmas Don't Be Late (The Chipmunk Song))
- Sonic Machine (2002)
- Powder (2005)
- Nothing (2008)

avec Phil X & The Drills
- Kick Your Ass in 17 Minutes (2009)
- We Bring the Rock N Roll (2011)
- We Play Instruments N Sh!t (2012)

avec Bon Jovi
- Burning Bridges (2015)
- This House Is Not For Sale (2016)
- This House Is Not for Sale – Live from the London Palladium (2016)

### Sessions musicales
Ceci est une liste officielle et complète des contributions de Phil X sur différents travaux musicaux
- Nice Place to Visit (1988) du groupe Frozen Ghost
- Two Rooms: Celebrating the Songs of Elton John & Bernie Taupin (1991)
- Shake Your Spirit (1992) de Frozen Ghost
- Naveed (1994) du groupe Our Lady Peace (solo sur Denied)
- Methods of Mayhem (1999) du groupe Methods of Mayhem
- Brutal Planet (2000) d'Alice Cooper
- Movement in Still Life (1999) de BT
- Mission: Impossible II (bande originale) (2000) (sur Scum of the Earth de Rob Zombie)
- I Get Wet (2001) de Andrew W.K.
- The Sinister Urge (2001) de Rob Zombie
- Never a Dull Moment (2002) de Tommy Lee
- Emotional Technology (2003) de BT (sur Superfabulous)
- La Maison des mille morts (bande originale) (2003)
- We're a Happy Family: A Tribute to Ramones (2003) (sur Blitzkrieg Bop de Rob Zombie)
- Under My Skin (2004) d'Avril Lavigne (sur He Wasn't & How Does It Feel)
- Day of Fire (2004) du groupe Day of Fire
- Breakaway (2004) de Kelly Clarkson (sur Where Is Your Heart & Walk Away)
- The Art of Breaking (2005) de Thousand Foot Krutch
- Tommyland: The Ride (2005) de Tommy Lee
- Daughtry (2006) de Daughtry
- The Day Has Come (2006) de Cheyenne Kimball (sur Hanging On & Mr. Beautiful)
- Devils & Angels (2007) de Mêlée
- The Flame in All of Us (2007) de Thousand Foot Krutch
- Worlds Collide (2007) d'Apocalyptica (sur I Don't Care)
- The Stewart Copeland Anthology (2007) de Stewart Copeland (sur Big Drum Tribe)
- Gavin DeGraw (2008) de Gavin DeGraw
- Scars & Souvenirs (2008) de Theory of a Deadman (chœurs)
- Patience (2008) de Nick Lachey
- Halestorm (2009) de Halestorm (solos de guitares additionnelles)
- Believe (2009) d'Orianthi (guitare rythmique)
- Last Train Home (2009) de Ryan Star
- Leave This Town (2009) de Daughtry (guitares additionnelles)
- Scream (2009) de Chris Cornell (sur Long Gone)
- All I Ever Wanted (2009) de Kelly Clarkson (sur I Do Not Hook Up, Cry, & Don't Let Me Stop You)
- Just Like You (2009) de Allison Iraheta (sur Don't Waste the Pretty & Don't Wanna Be Wrong)
- For Your Entertainment (2009) d'Adam Lambert (sur Aftermath)
- Sunday Love (2012) bde Fefe Dobson (sur Don't Let It Go to Your Head & This Is My Life)